# منحنى فراي
في الرياضيات، منحنى فراي (بالإنجليزية: Frey curve)‏ وقد يعرف بمنحنى فراي-هيليغوارش هو المنحنى الإهليلجي المعرف بالمعادلة التالية :
{\displaystyle y^{2}=x(x-a^{\ell })(x+b^{\ell })\ }
يرتبط هذا المنحنى بحل معادلة فيرما التالية :
{\displaystyle a^{\ell }+b^{\ell }=c^{\ell }.\ }

## التاريخ
انظر إلى جيرار فراي وإلى حدسية تانياما-شيمورا-فايل وإلى حدسية إيبسيلون.